# Иван Христов (политик)
Вижте пояснителната страница за други личности с името Иван Христов.
Иван Христов Стоянов е български политик.

## Биография
Роден е на 26 февруари 1926 г. в село Никола Козлево. Завършва прогимназия в родното си село, а след това учи в класическата гимназия в Шумен. От май 1944 г. е член на РМС, а от 1946 г. и на БКП. От 1944 до 1946 г. учи в гимназията в Нови пазар. От 1947 до 1949 г. е на редовна военна служба, като същевременно завършва Школата за запасни офицери. Между 1949 и 1950 г. е инструктор в ОК на БКП в Нови пазар. От 1950 г. последователно е завеждащ сектор „Пропаганда“ и завеждащ отдел „ПА“ в комитета. От 1950 до 1 септември 1951 г. е завеждащ сектор „Агитация“ в Окръжния комитет на БКП в Шумен. В периода 1951 – 1954 г. учи в партийна школа в София. От септември 1954 г. е секретар на ОК на БКП в Шумен.